# Erlangen
Erlangen (česky Erlanky) je samostatné okresní město v bavorském vládním obvodu Střední Franky. Město je sídlem zemského okresu Erlangen-Höchstadt a žije v něm přibližně 118 tisíc obyvatel, což jej činí nejmenším z celkem 8 velkoměst svobodného státu Bavorsko.
Erlangen tvoří spolu s městy Norimberk a Fürth souměstí, jež je jedním z 23 středisek Bavorska. Společně s okolím tvoří Metropolitní region Norimberk, jeden z 11 metropolitních regionů v Německu.
Počet obyvatel překročil v roce 1974 hranici 100 000, čímž se Erlangen stal velkoměstem.
Dnešní tvář města je utvářena především Univerzitou Fridricha Alexandra a četnými pobočkami elektrokoncernu Siemens AG. Město také aspiruje na titul „Spolkové hlavní město medicíny“. Dalším prvkem sahajícím daleko do minulosti, nicméně stále znatelným, je usídlení Hugenotů po odvolání Nanteského ediktu v roce 1685.

## Geografie
Erlangen leží na okraji středofranské pánve, na západ souběžně s řekou Regnitz a ke kanálu Mohan–Dunaj. Severně od centra města ústí do Regnitzu od východu řeka Schwabach.

### Sousední obce
Následující obce resp. území hraničící s městem Erlangen, jsou jmenována ve směru hodinových ručiček, počínaje od severu:
Území bez statutu obce Mark, dále obce Böhmendorf, Bubenreuth, Marloffstein, Spardorf a Buckenhof, jakož i území Buckenhofer Forst (všechny náležející k okresu Erlangen-Höchstadt), samostatná města – okresy Norimberk a Fürth, obec Obermichelbach (zemský okres Fürth), město Herzogenaurach a obec Heßdorf (obě patří k okresu Erlangen-Höchstadt).

## Historie
První zmínka o městě Erlangen jako villa erlangon (ves Erlangon) pochází z roku 1002. V roce 1361 obec koupil císař Karel IV. Nedaleko této vsi bylo o tři roky později založeno město, které dostalo roku 1374 mincovnu. V roce 1398 byla městu udělena městská práva. V roce 1402 se město dostalo pod správu knížectví Kulmbach (resp. po roce 1604 knížectví Bayreuth) a rodu Hohenzollernů. V roce 1686 přišli do po válce opuštěného města první francouzští hugenotští utečenci. V roce 1706 byla část Altstadt téměř úplně zničena během požáru, ale ihned znovu postavena.
V roce 1792 patřilo město k feudálnímu státu Pruské království. Po Napoleonově vítězství roku 1806 město od roku 1810 patřilo pod Bavorské království. V roce 1812 byly Altstadt a Neustadt, dosud vlastně Christian-Erlang, sjednoceny do jednoho města.
V roce 1724 založil hrabě Fridrich z Baroutu v rezidenčním městě Bayreuth univerzitu, která byla již roku 1743 přeložena do Erlangenu. Později získala jméno Friedrich-Alexander-Universität. V roce 1818 během bavorské reformy obcí získalo město vlastní správu. V roce 1844 bylo město poprvé připojeno k železnici na první části trati Ludwig-Süd-Nord-Bahn mezi Norimberkem a Bamberkem. Přitom vznikl na severu Erlangenu první bavorský železniční tunel – Burgbergtunnel.
Druhou světovou válku přežil Erlangen téměř bez újmy. Po příchodu americké armády 16. dubna 1945 se místní velitel německých vojsk Werner Lorleberg vzdal bez boje, aby v bezvýchodné situaci zabránil bojům na území města. Velitel Lorleberg zemřel téhož dne, není ale s jistotou známo, zda byl zastřelen při vyjednávání s jednotkou německých vojáků, která se odmítala vzdát, nebo zda spáchal po kapitulaci sebevraždu. Za okresní a obecní reformy v roce 1972 byl spojen zemský okres Erlangen se zemským okresem Höchstadt an der Aisch. Město Erlangen se tím stalo sídlem nového okresu a stalo se městským okresem. Připojením okolních obcí se město výrazně zvětšilo, čímž byla překonána hranice 100 000 obyvatel a Erlangen se tak stal velkoměstem.

## Územní členění města
Území města Erlangenu se dělí na 20 městských částí. Přitom se jedná částečně o někdejší samostatné obce, na druhé straně též o nová sídliště, jejichž označení se v průběhu let stala též názvy částí města. Často tehdy nebyly hranice mezi jednotlivými městskými částmi úředně určeny a vzájemně se prolínaly. Ze statistických důvodů jsou městské části částečně rozděleny do statistických okrsků.
V letech 1967 a 1972 byl ustanoven poradní sbor v rámci obecní reformy a do města Erlangenu včleněny místní části (Groß-)Dechsendorf, Eltersdorf, Frauenaurach (s Neusesem), Hüttendorf, Kosbach (s Häuslingem a Steudachem), Kriegenbrunn a Tennenlohe. Počet členů místních výborů se řídí podle počtu obyvatel jednotlivých částí města a osciluje mezi pěti a sedmi. Místní poradní sbory ze svého středu volí předsedu. Sbory se vyjadřují k důležitým záležitostem týkajících se té které městské části.
20 městských částí Erlangenu:
| - Am Anger - Alterlangen - Bruck - Büchenbach - Burgberg | - Dechsendorf - Eltersdorf - Frauenaurach - Häusling - Hüttendorf | - Innenstadt - Kosbach - Kriegenbrunn - Neuses - Röthelheimpark | - Schallershof - Siedlung Sonnenblick - Sieglitzhof/Buckenhofer Siedlung - Steudach - Tennenlohe |

## Partnerská města
- Ajman, Spojené arabské emiráty, 2005
- Beşiktaş, Turecko, 2003
- Cumiana, Itálie, 2001
- Eskilstuna, Švédsko, 1961
- Jena, Německo, 1987
- Rennes, Francie, 1964
- Richmond, Virginie, USA, 1998
- San Carlos, Nikaragua, 1989
- Stoke-on-Trent, Spojené království, 1989
- Šen-čen, Čína, 1997
- Umhausen, Rakousko, 2006
- Vladimir, Rusko, 1983

## Fotogalerie

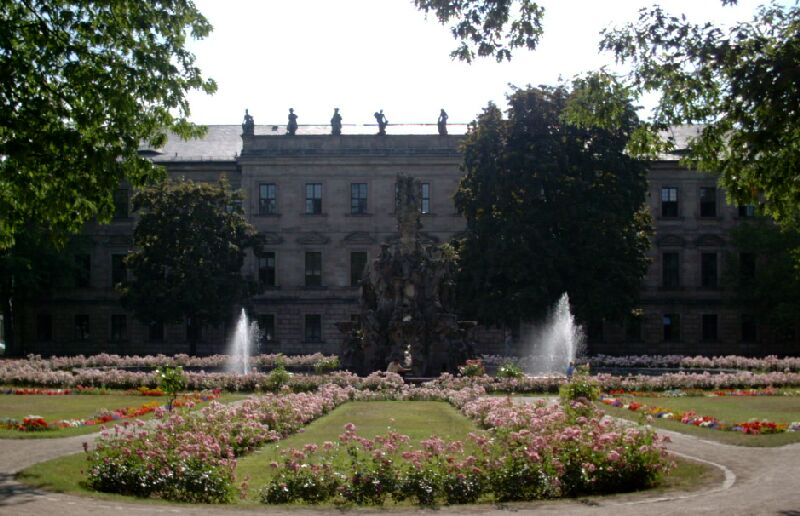
zámek, v popředí kašna Hugenotů
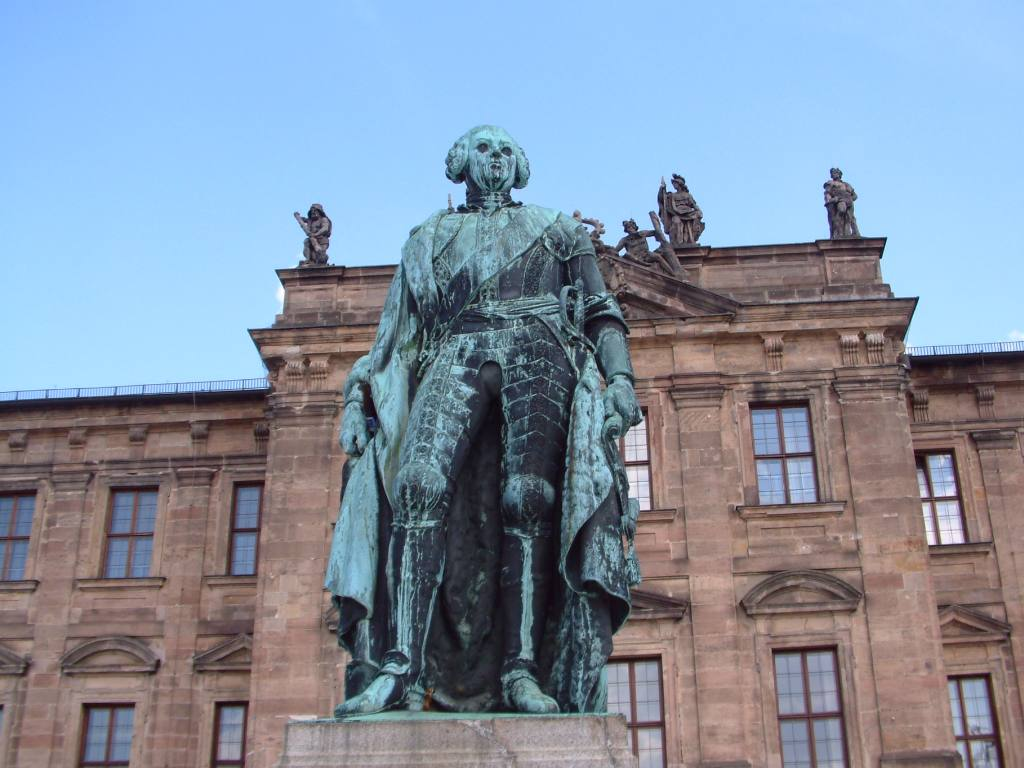
Zámecké náměstí
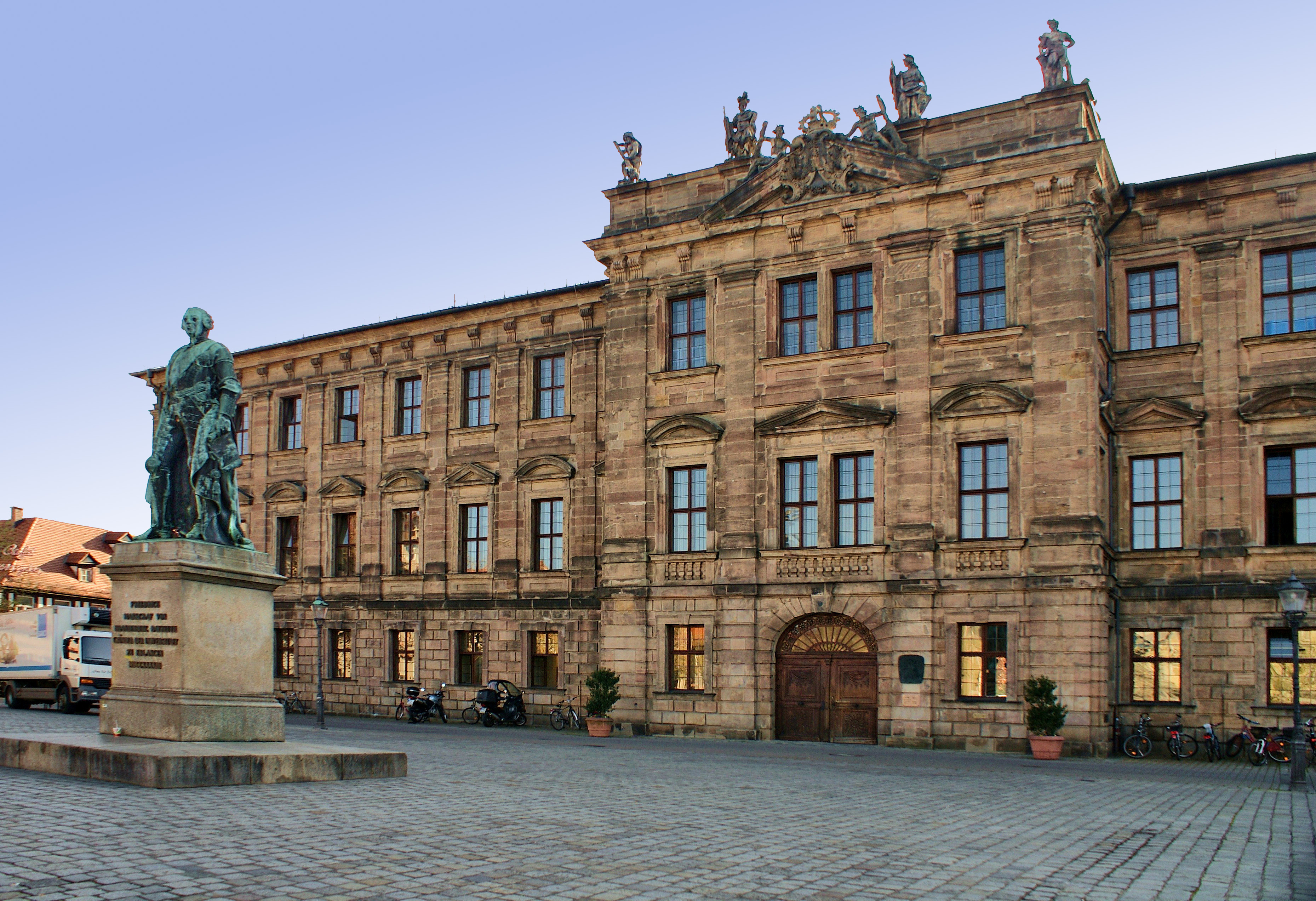
Zámek Erlangen, též sídlo Friedrich-Alexanderovy univerzity
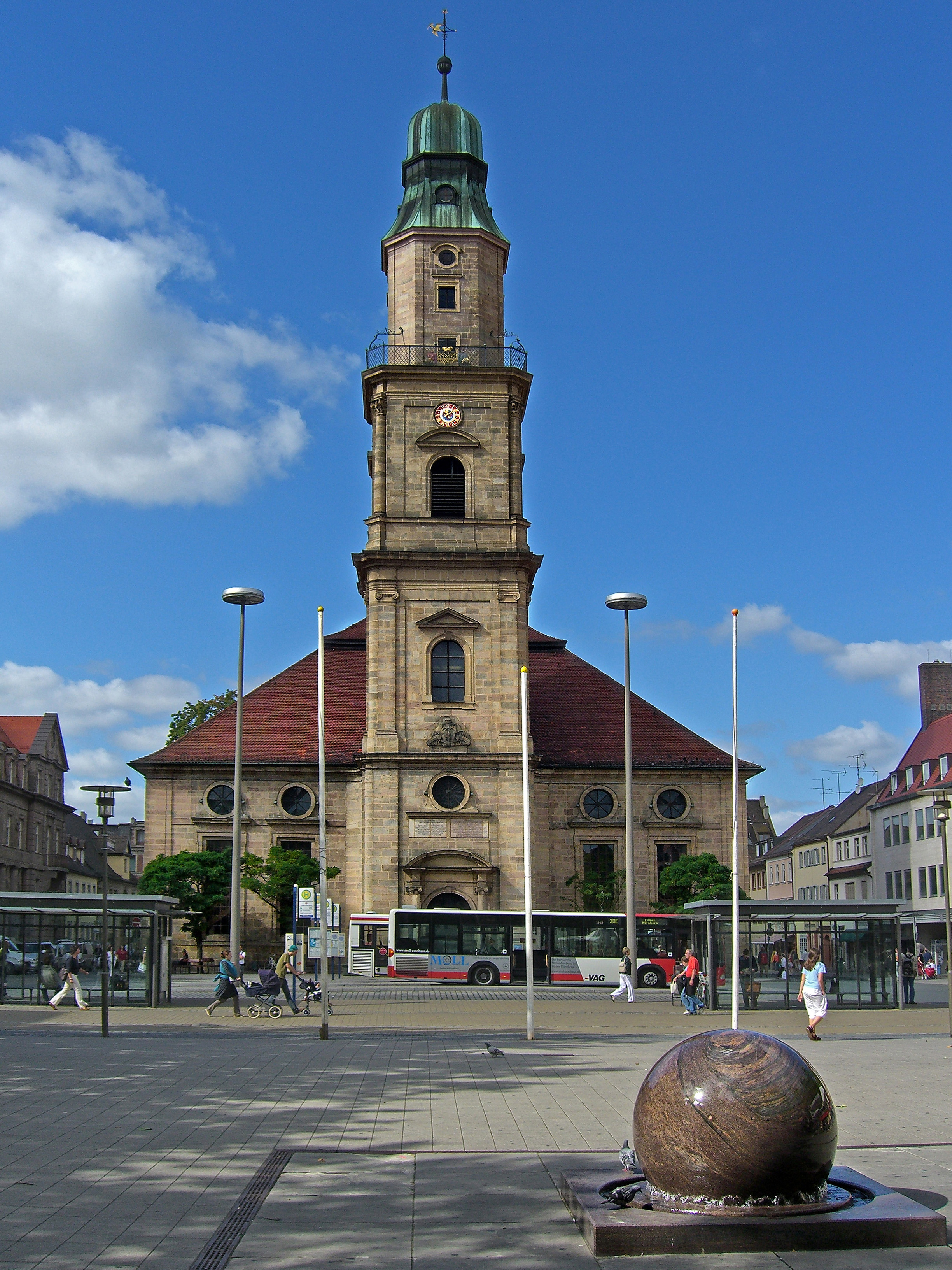
Kostel Hugenotů s náměstím Hugenotů v popředí